# Gangbuk-gu
Gangbuk-gu es uno de los 25 distritos (gu) de Seúl, Corea del Sur. Su nombre significa literalmente Río-norte gu, con lo cual se entiende que su nombre proviene de su emplazamiento al norte del río Han. Fue creado en 1995 a partir del vecino Dobong-gu (도봉구), quedando dividido en 18 dongs. 

## Divisiones administrativas
Gangbuk-gu se encuentra dividido en 18 dongs:
- Songjung-dong (송중동 松中洞); Legal dong es Mia-dong
- Songcheon-dong (송천동 松泉洞); Legal dong es Mia-dong
- Samgaksan-dong (삼각산동 三角山洞); Legal dong es Mia-dong
- Samyang-dong (삼양동 三陽洞); Legal dong es Mia-dong
- Mia-dong (미아동 彌阿洞);[1] Legal dong es Mia-dong
- Beon-dong (번동 樊洞); Legal dong es Beon-dong
- Suyu-dong (수유동 水踰洞); Legal dong es Suyu-dong
- Insu-dong (인수동 仁壽洞); Legal dong es Suyu-dong
- Ui-dong (우이동 牛耳洞); Legal dong es Ui-dong

## Comunicaciones

### Ferroviarias
- Metro de Seúl

- Línea 4

(Dobong-gu) ← Suyu — Mia — Miasamgeori → (Seongbuk-gu)

## Hermanamientos
- Boseong, Corea del Sur
- Dadong, China
- Dangjin, Corea del Sur
- Gimcheon, Corea del Sur
- Goseong, Corea del Sur
- Jiading, China
- Tateyama, Japón
- Yangpyeong, Corea del Sur
- Yogyakarta, Indonesia